# 赤坂太輔
赤坂 太輔（あかさか だいすけ、1965年 - ）は、日本の映画批評家。

## 経歴
シネクラブ「New Century New Cinema」を主催し、ポルトガル、フランス、ドイツ、オランダ、グルジア、ラテンアメリカなど20年にわたって世界各国の未公開の傑作を紹介上映してきた。2014年は「アルゼンチン映画の秘宮」で新しい作家たちを日本に紹介した。近年はイギリスのSight＆Sound、フランスのDerive、イタリアのLa Furia Umana、スペインのe-lumiere、ペルーのdesistfilm、中央評論、NOBODY等に寄稿。2015年よりNOBODYに「メディア批判としての現代映画」連載中。企画・共著『マノエル・ド・オリヴェイラと現代ポルトガル映画』。2008年より立教大学講師。
2005年に立ち上げた同名ウェブサイトでのジャン＝クロード・ルソー論が映画雑誌『Derives』に転載されたのをきっかけに、海外の雑誌で映画批評の執筆をはじめる 。
1997、1999年アテネ・フランセ文化センターにおいて「ポルトガル映画講座」をプロデュースし、ペドロ・コスタやジョアン・セーザル・モンテイロを日本に紹介したほか、2001〜2005年にかけてはハルトムート・ビトムスキー 、ハルーン・ファロッキ、ペーター・ネストラー、フランス・ファン・デ・スタークらの紹介と上映、2009年にはルドルフ・トーメ『島の探求』の日本上映を実現させた。
2019年、著書『フレームの外へ 現代映画のメディア批判』が森話社より刊行された。

## 著書
- 『フレームの外へ 現代映画のメディア批判』（森話社、2019年）